# Microregione di Miracema do Tocantins
Miracema do Tocantins è una microregione dello Stato del Tocantins in Brasile appartenente alla mesoregione Ocidental do Tocantins.

## Comuni
Comprende 24 comuni:
- Abreulândia
- Araguacema
- Barrolândia
- Bernardo Sayão
- Brasilândia do Tocantins
- Caseara
- Colméia
- Couto de Magalhães
- Divinópolis do Tocantins
- Dois Irmãos do Tocantins
- Fortaleza do Tabocão
- Goianorte
- Guaraí
- Itaporã do Tocantins
- Juarina
- Marianópolis do Tocantins
- Miracema do Tocantins
- Miranorte
- Monte Santo do Tocantins
- Pequizeiro
- Presidente Kennedy
- Rio dos Bois
- Tupirama
- Tupiratins